# Mills-Quotient
In der Wahrscheinlichkeitstheorie bezeichnet der Mills-Quotient einer stetigen Zufallsvariable {\displaystyle X} eine Funktion
{\displaystyle m(x):={\frac {{\bar {F}}(x)}{f(x)}},}
wobei {\displaystyle f(x)} die Wahrscheinlichkeitsdichtefunktion und
{\displaystyle {\bar {F}}(x):=\Pr[X>x]=\int _{x}^{+\infty }f(u)\,du}
die komplementäre Verteilungsfunktion (auch Überlebensfunktion genannt) von {\displaystyle X} bezeichnen.  Das Konzept ist nach John P. Mills benannt. Der Mills-Quotient steht in Beziehung zur Ausfallrate {\displaystyle h(x)}, die definiert ist als
{\displaystyle h(x):=\lim _{\delta \to 0}{\frac {1}{\delta }}\Pr[x<X\leq x+\delta |X>x]}
durch
{\displaystyle m(x)={\frac {1}{h(x)}}.}

## Beispiel
Wenn {\displaystyle X} normalverteilt ist, dann gilt asymptotisch
{\displaystyle m(x)\sim 1/x,\,}
d. h. {\displaystyle \lim _{x\to \infty }m(x)x=1}.